# Untold: Caitlyn Jenner
Untold: Caitlyn Jenner (Secretos del deporte: Caitlyn Jenner en España y Al descubierto: Caitlyn Jenner en Hispanoamérica) es una película documental biográfica estadounidense de 2021 realizada para Netflix y dirigida por Crystal Moselle. La película es la tercera entrega de la serie de cinco partes Untold: documental. Su historia se centra en la vida y la carrera olímpica de Caitlyn Jenner (anteriormente Bruce Jenner), y su viaje para ganar el oro en decatlón en los Juegos Olímpicos de Montreal de 1976. La película se estrenó el 24 de agosto de 2021 en Netflix.